# Woodrow West
Woodrow West (Corozal Town, 19 settembre 1985) è un calciatore beliziano, portiere dell'Honduras Progreso e della Nazionale beliziana.

## Carriera

### Club
Gioca dal 2004 al 2005 al San Isidro. Nel 2007 gioca all'Atlético Chiriqui, per poi trasferirsi nel 2008 al Revolutionary Conqueros. Gioca la stagione 2008-2009 con il Valley Renaissance. Nel 2010 passa al Belize Defence Force. Nel 2012 si trasferisce al Belmopan Bandits. Nel 2015 viene acquistato dall'Honduras Progreso.

### Nazionale
Debutta in Nazionale il 22 gennaio 2008, nell'amichevole Belize-El Salvador (0-1).

## Palmarès

### Club

#### Competizioni nazionali
- Premier League del Belize: 5

Valley Renaissance: 2008-2009
Belize Defence Force: 2010
Belmopan Bandits: 2012-2013, 2013-2014, 2014-2015
- Liga Nacional de Fútbol Profesional de Honduras: 1

Honduras Progreso: 2015-2016